# The Maker Makes
The Maker Makes est une chanson (accompagnée au seul piano) de Rufus Wainwright, composée en 2005 par le chanteur et clôturant le film Le Secret de Brokeback Mountain.